# Riserva naturale integrale Bosco Nordio
La riserva naturale integrale Bosco Nordio è un'area naturale protetta della regione Veneto istituita nel 1971.
Occupa una superficie di 113,54 ha nel comune di Chioggia, in provincia di Venezia.

## Storia
Il parco oggi noto come Bosco Nordio, situato in prossimità della città di Chioggia, era un tempo chiamato Fosson o Ceretto.
Il Bosco Nordio pare aver avuto origine oltre 2000 anni fa, nell’era preromana.
Durante il tardo medioevo fu proprietà della città di Chioggia e venne poi donato, nel 1565, alla famiglia Nordio. Costoro, al fine di rendere il terreno adatto all’agricoltura, abbatterono il bosco.
Verso la fine del XVIII secolo vennero fatti ripiantare da Andrea Nordio, al tempo proprietario del terreno, alcuni tipi di vegetazione quali pino domestico, lauro e altre specie mediterranee per ridare al bosco l’aspetto ormai perduto.
Il Bosco Nordio venne venduto nel 1959 all’ex Azienda di Stato per le Foreste Demaniali e venne istituita la Riserva Naturale Integrale. Oggi è gestito da Veneto Agricoltura.
Il litorale veneto, così come il volto della pianura padana, derivano da profonde modifiche apportate dall’uomo e dal clima, le quali, con il passare del tempo, hanno cambiato la vegetazione e l'aspetto complessivo del paesaggio: nel corso dei secoli l'ampliamento dei territori adibiti all’agricoltura ha ridotto notevolmente le aree un tempo boschive.

## Flora
Il parco presenta una flora tipica del territorio mediterraneo, caratterizzata dalla presenza del leccio (Quercus ilex), della robbia (Rubia peregrina), della clematide (Clematis flammula), il pungitopo (Ruscus aculeatus), l'asparago pungente (Asparagus acutifolius), il caprifoglio mediterraneo (Lonicera etrusca), la fillirea (Phillyrea) e la quercia con esemplari che superano anche i 20 metri di altezza.

## Fauna
Il Bosco di Nordio presenta una grande varietà faunistica, dovuta alla molteplice diversità di biotopi e alla particolare collocazione geografica, in quanto il bosco è situato su un sistema di dune fossili risultante dell’opera costruttiva dei fiumi Po e Adige. Il Bosco di Nordio rappresenta non solo il luogo in cui numerose e importanti specie dell'avifauna nidificano, ma anche un vero e proprio habitat ideale sia per il cibo che per il rifugio.
Il bosco presenta molti ambienti umidi, poiché le bassure del bosco sono alimentate dall’acqua di falda, la quale scorre a 60-70 cm di profondità. Le zone umide rappresentano un habitat ideale per anfibi, rettili e mammiferi.
Nel parco sono presenti principalmente due specie di anfibi: la rana agile (Rana dalmatina) e la rana di Lataste (Rana latastei), appartenenti alla classe “rane rosse”.
Sono molteplici i mammiferi che abitano questo ambiente, sono presenti: il daino (Dama dama) , introdotti a partire dal 1964, l’istrice (Hystrix cristata),la lepre, il tasso (Meles meles), donnola (Mustela nivalis), la faina (Martes foina) la martora (Martes martes), l'arvicola terrestre (Arvicola terrestris) e quella d'acqua (Arvicola sapidus), il riccio (Erinaceus europaeus) e la talpa europea (Talpa europaea).
La riserva naturale al giorno d’oggi è diventata un importante sito di nidificazione e rifugio per molte specie di uccelli, tra cui anche alcune in via di estinzione nelle pianure a causa dell’eccessivo disboscamento.
Le specie che nidificano nella riserva sono molteplici, le più rilevanti sono: il falco di palude (Circus aeruginosus), il gufo di palude (Asio flammeus), il torcicollo (Jynx torquilla), l'usignolo (Luscinia luscinia), il cuculo (Cuculus canorus), il saltimpalo (Saxicola torquata), il verzellino (Serinus serinus), l'averla piccola (Lanius collurio).
Le specie che si sono insediate in modo permanente all’interno della riserva sono: il fagiano (Phasianus colchicus), la civetta (Athene noctua), la garzetta (Egretta garzetta), l'airone cinerino (Ardea cinerea), il colombaccio (Colomba palumbus), l'allocco (Strix aluco), il picchio nero (Dryocopus martius), il pettirosso (Erithacus rubecula), il tordo bottaccio (Turdus philomelos), l'usignolo di fiume (Cettia cetti), la cinciarella (Parus caeruleus), la cinciallegra (Parus major), la ghiandaia (Garrulus glandarius).